# 5482 Korankei
5482 Korankei è un asteroide della fascia principale. Scoperto nel 1990, presenta un'orbita caratterizzata da un semiasse maggiore pari a 2,5213442 UA e da un'eccentricità di 0,1904991, inclinata di 4,34107° rispetto all'eclittica.